# Neil Cicierega
Neil Stephen Cicierega (Boston, 23 de agosto de 1986), é um artista, comediante, ator, cineasta, marionetista, cantor, músico e animador americano que praticamente diariamente produz conteúdos memoráveis para internet. Seus feitos mais memoráveis incluem: A criação um gênero de animação chamado "Animutation", sua banda chamada Lemon Demon (na qual o único participante é ele, sendo os shows ao vivo uma exceção), e Potter Puppet Pals, uma paródia com bonecos baseada na saga de JK Rowling: Harry Potter. Ele continua criando conteúdos diversos para internet até hoje.

## Primeiros Anos
Neil Cicierega nasceu em Boston, Massachusetts. O pai de Neil era um programador, então ele cresceu rodeado de computadores. Ele começou a usar ainda jovem o programa Klik & Play, um programa simples para desenvolvimento de jogos. Ao redor dos 10 anos seus pais começaram a educar ele, seu irmão e irmã em casa e eles não frequentavam mais a escola. Com mais tempo livre, ele continuou a fazer jogos amadores que tinham até sua própria trilha sonora original, que ele logo começou a compartilhar com as pessoas pela internet no site MP3.com usando o nome de "Trapezoid" (trapézio, sua forma geométrica favorita). Neil Cicierega continuou a criar conteúdo para internet e sua popularidade continuou a crescer também.

## Carreira
De 1999 a 2002, Neil participava de uma banda chamada Trapezoid, mas o nome foi mudado para Deporitaz (um anagrama) por conta de questões legais. Desde então ele participa de uma banda chamada Lemon Demon, e já lançou seis álbuns desde a sua criação. Em 2007, porém, Neil postou uma música chamada "Birdfucker" no fórum Something Awful debutando a banda Grapes And Sunshine, essa é a única música que ele lançou com esta banda e demorou muito tempo para as pessoas perceberem que quem estava por trás dela era ele. Além disso, Neil já compôs músicas para o desenho Gravity Falls e cria "mashups" no seu tempo livre. Várias de suas músicas estão disponíveis em múltiplos lugares como Spotify, Youtube, Bandcamp, Itunes, Amazon Music entre outros.

### Discografia
- Outsmart (2000) - Deporitaz
- Microwave This CD (2001) - Deporitaz
- Dimes (2002) - Deporitaz
- Clown Circus (2003) - Lemon Demon
- Live From The Haunted Candle Shop (2003) - Lemon Demon
- Hip To The Javabean (2004) - Lemon Demon
- Damn Skippy (2005) - Lemon Demon
- Dinosaurchestra (2006) - Lemon Demon
- Circa 2000 (2007) - Deporitaz
- View-Monster (2008) - Lemon Demon
- Almanac 2009 (2009) - Lemon Demon
- Live (Only Not) (2011) - Lemon Demon
- I Am Become Christmas EP (2012) - Lemon Demon
- Nature Tapes EP (2014) - Lemon Demon
- Mouth Sounds (2014) - Neil Cicierega
- Mouth Silence (2014) - Neil Cicierega
- Spirit Phone (2016) - Lemon Demon
- Mouth Moods (2017) - Neil Cicierega
- Mouth Dreams (2020) - Neil Cicierega